# Gustave Masure
Gustave Masure, né le 17 juin 1836 à Lille (Nord) et mort le 15 octobre 1886 au Mans (Sarthe), est un journaliste et homme politique français.

## Biographie
Il entre dans la presse politique, devient conseiller municipal de Lille en 1865, et fonde, en 1866, Le Progrès du Nord, dans lequel il combat le gouvernement impérial.
Masure est délégué, par les préfets de la région du Nord, près de la délégation de Tours, et, en octobre, est nommé, par Gambetta, directeur général adjoint du personnel au ministère de l'Intérieur. Après avoir rempli ces fonctions à Tours et à Bordeaux, il donne sa démission en février 1871, quand Gambetta se retire, et va reprendre à Lille la direction de son journal. 
Lors de la visite des légitimistes au « comte de Chambord » à Anvers, il est attaqué par ceux-ci, comme responsable, en raison de ses articles dans le Progrès du Nord, des désordres qui accompagnent à Lille le retour des visiteurs, et est acquitté après une plaidoirie de Clément Laurier. 
Le 16 avril 1876, il est élu député de la 2e circonscription de Lille. Il s'agit de remplacer Gambetta, qui a opté pour le 20e arrondissement de Paris. Masure s'inscrit à l'Union républicaine et est des 363. Réélu comme tel, le 14 octobre 1877, face à Henri Lefebvre, gérant du Propagateur du Nord et du Pas-de-Calais. Il obtient encore sa réélection, le 21 août 1881, face à Bernard. Il soutient la politique opportuniste des cabinets Gambetta et Ferry.
Il ne se représente pas en 1885, est nommé, l'année suivante, entreposeur des tabacs au Mans, et y meurt presque aussitôt, le 15 octobre suivant.

## Sources
- « Gustave Masure », dans Adolphe Robert et Gaston Cougny, Dictionnaire des parlementaires français, Edgar Bourloton, 1889-1891 [détail de l’édition]